# Reinhold Friedrich
Reinhold Friedrich (* 14. Juli 1958 in Weingarten, Baden) ist ein deutscher Trompeter und Hochschullehrer in Karlsruhe.

## Leben
Reinhold Friedrich wuchs in der Gemeinde Weingarten bei Karlsruhe auf. Mit sieben Jahren faszinierte ihn eine Single mit Bachs 2. Brandenburgischem Konzert, deshalb nahm er mit acht Jahren das Trompetenspiel auf. Als Schüler im musikalischen Zug des Helmholtz-Gymnasiums Karlsruhe erfuhr er maßgebliche Förderung. 1975 trat er beim Marler Debüt auf; 1977 war er 1. Bundespreisträger und Europapreisträger im Wettbewerb „Jugend musiziert“; hinzu kamen Mitwirkungen als Solotrompeter im Bundesjugendorchester. Reinhold Friedrich studierte Trompete bei Edward H. Tarr (Schola Cantorum Basiliensis in Basel) und Pierre Thibaud (Conservatoire national supérieur de musique in Paris). 1982 debütierte er mit Luciano Berios Sequenza X bei den Berliner Festwochen, 1983 wurde er als Solotrompeter an das Radiosinfonieorchester Frankfurt verpflichtet – eine Position, die er bis 1999 innehatte. Seit seinem Erfolg beim Internationalen Musikwettbewerb der ARD 1986 ist Reinhold Friedrich auf den wichtigen Konzertpodien der Welt zu Gast.
1989 wurde Reinhold Friedrich als Professor für Trompete an die Hochschule für Musik Karlsruhe berufen. 1997 sprang er bei einem Konzert der Berliner Philharmoniker in St. Moritz als Solotrompeter ein. Daraus entwickelte sich eine regelmäßige Zusammenarbeit mit dem Dirigenten Claudio Abbado, der ihn 2003 schließlich an sein neugegründetes Lucerne Festival Orchestra holte.

## Künstlerisches Wirken

### Solo-, Kammer- und Orchestermusik
Seit Jahrzehnten bildet die Trias Solo-, Kammer- und Orchestermusik die Basis seines künstlerischen Wirkens. Zu den Orchestern, mit denen er weltweit als Solist musiziert, gehören die Bamberger und Wiener Symphoniker, das Orchestre Philharmonique de Radio France, das BBC Symphony Orchestra, die Berliner Barock Solisten, La Stagione Frankfurt, das Concertgebouw-Orchester in Amsterdam und das Deutsche Symphonie-Orchester in Berlin. In der Konzertsaison 2023/24 ist er Artist in Residence bei der Thüringen Philharmonie Gotha-Eisenach.
Aus dem 1976 gemeinsam mit Bernhard Läubin, Hannes Läubin und Klaus Schuhwerk (Trompete), Ralf Springmann und später Thomas Bernstein (Horn) sowie seinem Bruder Hartmut Friedrich, Werner Schrietter und Stefan Bender (Posaune) gegründeten „Jungen Blechbläserensemble Baden-Württemberg“ ging das „Gabrieli Quintett Karlsruhe“ hervor, ein Ensemble, das sich 1985 die Förderung „Konzerte Junger Künstler“ des Deutschen Musikrats erspielte und bis 1988 in Deutschland, Österreich, Frankreich und Ungarn konzertierte.
Zu den Erträgen aus Reinhold Friedrichs Zeit als Solotrompeter des Radiosinfonieorchesters Frankfurt zählt die mit dem Deutschen Schallplattenpreis 1988 ausgezeichnete erste digitale Gesamteinspielung der Sinfonien von Gustav Mahler unter Eliahu Inbal, aber auch die Gründung und künstlerische Leitung des hauseigenen Blechbläserensembles „hr brass“. Das Lucerne Festival Orchestra spielte 2003–2016 erst unter Claudio Abbado, nach dessen Tod unter Riccardo Chailly ebenfalls alle Mahler-Sinfonien ein, und auch hier übernahm Reinhold Friedrich 2004 die Gründung und künstlerische Leitung des Lucerne Festival Orchestra Brass Ensemble.
Reinhold Friedrichs Klavierpartner, sowohl in Konzerten wie auf Einspielungen, sind Thomas Duis, Bernd Glemser und Eriko Takezawa. Hinzu kommt eine Anzahl weiterer Projekte, etwa ein ständiges Duo mit der Schlagzeugerin Robyn Schulkovsky oder die Zusammenarbeit im Ensemble „L’evantail de Jeanne“ mit Sascha Armbruster (Saxophon), Claudio Bohórquez und Thomas Demenga (Cello) sowie Eriko Takezawa (Klavier).

### Alte und Neue Musik
Sein solistisches Debüt bei den Berliner Festwochen 1982 mit Berios Sequenza X und das Debüt im Großen Musikvereinssaal in Wien 1994 mit dem Trompetenkonzert von Joseph Haydn, gespielt auf der historischen Klappentrompete, umreißen das Spektrum seiner Aktivitäten. Für Reinhold Friedrich gehören Alte Musik und Neue Musik zusammen und bilden keinen Gegensatz. Zu den von ihm gespielten historischen Instrumenten gehört auch die ventillose Barocktrompete, auf der er mit zentralen Werken hervorgetreten ist, so mit dem Trompetenkonzert D-Dur von Georg Philipp Telemann, dem 2. Brandenburgischen Konzert von Johann Sebastian Bach und den beiden Concertini von Michael Haydn.
Im Rahmen seines Interesses für zeitgenössische Musik brachte er eine große Anzahl von Werken zur Ur- und Erstaufführung. Die intensive Zusammenarbeit mit dem Komponisten-Ehepaar Caspar Johannes Walter und Carola Bauckholt aus der Zeit im Radiosinfonieorchester Frankfurt dokumentiert sich in folgenden Kompositionen: Presskopf für Blechbläserquintett (1985/86), Der unsichtbare Gegenstand für Trompete, Tuba, zwei Violoncelli und zwei Perkussionisten (1987/88), Abschied für Blechbläserquintett (1988), Sieben Studien für elf Blechblasinstrumente und Perkussion (1989), Vier Stücke gegen den Stillstand für Trompete und Orchester (1992–94, Träger des Irino-Preises 1992 und Preisträger des Festivals Wien Modern 1994), Lange, unstete Töne für Trompete und Streichquartett (1997/98), Angst und Ahnung (2002) für Mezzosopran, Trompete und Streichorchester und Reigen (2005) für Mezzosopran, Perkussion und Trompete, alle von Caspar Johannes Walter, sowie Zwei Trichter für Flöte, Fagott, Trompete, Tuba, Viola, elektrische Gitarre und vier Perkussionisten (1987/88) und Blinder Fleck für Stimme, Trompete und Streichorchester (2005/06) von Carola Bauckholt.
Außerdem ergingen Kompositionsaufträge des Gabrieli Quintetts Karlsruhe an Joachim Krebs und Wolfgang Rihm. Ur- und Erstaufführungen mit dem hr brass gab es bei den Dresdner Tagen der zeitgenössischen Musik mit der Uraufführung eines der letzten Werke Edison Denissows für sechzehn Blechbläser und vier Perkussionisten. Daneben standen Bearbeitungen der Klaviersonate op. 1 von Alban Berg durch Bernd Tewes, der Kunst der Fuge von Johann Sebastian Bach für großes Ensemble durch Martin Lücker, des Balletts Romeo und Julia von Sergei Prokofjew durch Andreas Tarkmann oder von Werken von Modest Mussorgsky durch Manfred Honetschläger.
Das Lucerne Festival Orchestra Brass Ensemble wiederum stellte ungewöhnliche Mischungen aus Alter und Neuer Musik vor – mit Werken von Guillaume de Machaut bis zu Sofia Gubaidulina. Aufmerksamkeit erregten die Musiker auch durch die letzte Uraufführung des französischen Komponisten Gérard Grisey oder durch ein Werk Raymond Murray Schafers für Posaunisten, die um einen See herum gruppiert waren.
Auch in den übrigen Kammermusikformationen ist Reinhold Friedrich um eine stetige Erweiterung des Repertoires bemüht.

### Weingartner Musiktage Junger Künstler
Zusammen mit einigen Gleichgesinnten, vor allem Schulfreunden aus dem Musikzug des Karlsruher Helmholtz-Gymnasiums, gründete Reinhold Friedrich 1980 die „Weingartner Musiktage Junger Künstler“, die jungen und unbekannten Künstlern die Möglichkeit geben sollten, vor Publikum aufzutreten. Das Festival findet jährlich im Oktober statt. Zu seinen Charakteristika zählen „hochgesteckte“ Ziele, „Programme abseits der ausgetretenen Pfade“ und eine „familiäre und sympathische“ Atmosphäre.

## Einspielungen

### Überblick
Reinhold Friedrich hat an die hundert Einspielungen bei großen wie kleinen Labels vorgelegt. Die ältesten Aufnahmen sind eine Langspielplatte mit Barocken Trompetenkonzerten, begleitet von Streichern und Cembalo (Jeton 1981), und Donnerstag aus Licht von Karlheinz Stockhausen mit Robyn Schulkowsky (Schlagzeug), Markus Stockhausen und Reinhold Friedrich (Trompete), Péter Eötvös (Orgel), dem WDR Rundfunkchor Köln, dem Rundfunkchor Hilversum und dem Ensemble intercontemporain (Deutsche Grammophon 1983). Zu den Orchestern und Dirigenten, die Trompetenkonzerte begleiten, zählen die Academy of St Martin in the Fields unter Neville Marriner (Capriccio 1992) und die Wiener Akademie unter Martin Haselböck (Capriccio 1995). Unter den neuesten Produktionen findet sich eine Einspielung von Igor Strawinskys L’histoire du Soldat auf historischen Originalinstrumenten u. a. mit Isabelle Faust und Dominique Horwitz (Harmonia Mundi 2021).

### Auszeichnungen
Die CD-Einspielung des Solokonzerts Nobody knows de trouble I see von Bernd Alois Zimmermann mit dem Radio-Sinfonieorchester Frankfurt unter Dmitrij Kitajenko (Capriccio 1993) und die Einspielung Russischer Trompetenkonzerte mit dem Göttinger Symphonie Orchester unter Christoph-Mathias Mueller (Dabringhaus & Grimm 2012) wurden mit den ECHO-Klassik-Preisen 1994 und 2013 ausgezeichnet. Die Aufnahme von Johann Sebastian Bachs Sechs Brandenburgischen Konzerten mit den Berliner Barock Solisten unter Reinhard Goebel (Sony 2017) erhielt den OPUS-Klassik-Preis 2018.

## Pädagogisches Wirken
Reinhold Friedrich arbeitet seit 1989 als Professor für Trompete an der Hochschule für Musik Karlsruhe. In seiner Klasse studieren Interessenten aus aller Welt, und seine Absolventen spielen in bedeutenden Orchestern und auf internationalen Podien. Zu seinen (ehemaligen) Schülern gehören Yosemeh Adjei, Gábor Boldoczki, Simon Höfele, Romain Leleu, Selina Ott, Roman Rindberger, Susana Santos Silva, Stefan Schulz und Simon Zöchbauer. Daneben ist er Honorarprofessor an der Escuela Superior de Música Reina Sofía in Madrid, gefragter Leiter von Meisterkursen und Lehrer an der Barenboim-Said-Akademie in Berlin.

## Publikationen
- Joseph Haydn: Trompetenkonzert Es-dur Hob. VIIe:1. Klavierauszug. Herausgegeben von Sonja Gerlach und Makoto Ohmiya, Klavierauszug von Stefan Zorzor, Kadenz von Reinhold Friedrich. G. Henle Verlag, München 1991, DNB 1255478411.

## Informationsbasis